# Liz Smith (actrice)
Pour les articles homonymes, voir Smith et Liz Smith.
Liz Smith est une actrice britannique, née Betty Geadle le 11 décembre 1921 à Scunthorpe dans le Lincolnshire (Angleterre), et morte le 24 décembre 2016.

## Biographie

### Enfance
Liz Smith est née près de Crosby (en) à Scunthorpe, dans le Lincolnshire. Sa mère est morte en couches lorsqu'elle avait deux ans. Son père est sorti de sa vie peu de temps après, lorsque sa nouvelle épouse lui a demandé de rompre complètement avec sa vie antérieure. Elle a été élevée par sa grand-mère, qui était veuve, et a étudié à Crosby Junior School et à la Scunthorpe Modern and Day Commercial School de Cole Street. Au cours de la Deuxième Guerre mondiale, elle a servi au Women's Royal Naval Service.
En 1945, elle a épousé Jack Thomas, rencontré pendant son service en Inde. Ils ont eu deux enfants, ont divorcé en 1959, et Liz Smith a élevé son fils et sa fille par ses propres moyens. Elle a décrit cette période de sa vie comme extrêmement difficile, luttant contre des difficultés financières et contre l'opprobre social pesant sur les divorcées.

### Carrière

#### Débuts
En 1971, âgé de 48 ans, elle obtient sa grande chance en apparaissant dans le rôle de la mère opprimée dans Bleak Moments de Mike Leigh (qui fait partie de la série Play for Today).

« Ma vie a été transformée alors que je me trouvais à Hamleys à Noël, à cavaler pour acheter des jouets ; j'ai reçu un message d'un jeune réalisateur du nom de Mike Leigh. J'avais près de 50 ans à l'époque, mais il voulait une femme d'âge moyen pour faire des improvisations. Je suis allée à une audition et j'ai obtenu le rôle de la mère dans ce film improvisé, et cela a changé ma vie. »

Liz Smith a joué dans It's A Lovely Day Tomorrow, écrit par Bernard Kops (en) et réalisé par John Goldsmidt, qui dépeint la catastrophe du 3 mars 1943 au métro Bethnal Green, où 173 personnes ont été victimes d'un mouvement de foule.
Elle a ensuite obtenu un rôle dans Hard Labour (en), un autre épisode de Play for Today. Puis Liz Smith a joué dans les séries Emmerdale Farm (rôle de Hilda Semple), Last of the Summer Wine, Bootsie et Snudge (en), Crown Court (en), I Didn't Know You Cared (en) et Regan. Elle a également joué le rôle de madame « Balls » dans Quand la Panthère rose s'emmêle (1976), mais ses scènes ont été supprimées. Elle est apparue dans le même rôle dans La Malédiction de la Panthère rose (1983).
Dans les années 1970 et 1980, elle est apparue dans de nombreuses émissions de télévision, populaires au Royaume-Uni, comme The Duchess of Duke Street (en), Within These Walls, In Loving Memory (en), The Gentle Touch (en), Agatha Christie's Partners in Crime, The Life and Loves of a She-Devil (en), One by One (en) (rôle de Gran Turner) et The Lenny Henry Show (en). En 1985, elle a reçu un BAFTA Award du Meilleur second rôle féminin pour celui de la mère de Maggie Smith dans Porc royal.
En 1980, elle a joué le rôle de Lady Philippa of Staines dans Sir Henry at Rawlinson End. Elle est aussi apparue dans le thriller « hitchockien » anglo-argentin Apartment Zero, présenté en 1988 au Festival du film de Sundance. Elle y joue le rôle d'un des deux personnages excentriques (l'autre étant Dora Bryan) décrits par le Washington Post comme deux « vieilles filles crêpes-et-thé à faces de gargouilles qui hantent les couloirs ».

#### Années 1990
Liz Smith a commencé des années 1990 en apparaissant dans 2point4 children (en) (rôles récurrents de Tante Belle et Bette), Bottom, Les Aventures du jeune Indiana Jones et Lovejoy (en). En 1994, elle a joué le rôle principal dans la série pour enfants Pirates (en) de Children's BBC et le rôle secondaire de Letitia Cropley dans sept épisodes de la populaire sitcom The Vicar of Dibley. Ce rôle l'a rendue célèbre dans tous les foyers, mais son personnage est mort lors de l'épisode de Pâques 1996.
En novembre 1996, elle a fait une apparition en guest star dans un épisode de la série médicale de BBC1 Casualty.
Deux ans plus tard, elle a joué dans une autre sitcom qui a fait beaucoup pour sa notoriété, The Royle Family (en). Celle-ci a été diffusée jusqu'en 2000, mais elle est revenue pour un épisode spécial en 2006, où son personnage de Nana est mort. Dans l'intervalle, elle avait joué dans The Queen's Nose (en), The Bill et Secrets et Mensonges. En 1999, elle a joué le rôle de Mme Dilber dans le téléfilm La Nuit des fantômes (rôle qu'elle avait déjà joué en 1984 (en), et celui de Miss Lory dans Alice au pays des merveilles.

#### Dernières années
Liz Smith a continué à jouer après 2000. Elle est apparue dans des séries télévisées comme Scotland Yard, crimes sur la Tamise et Doctors. En 2005, elle a joué grand-maman Georgina dans le film Charlie et la Chocolaterie, a fait la voix de Mme Paillis dans Wallace et Gromit : Le Mystère du lapin-garou  et eu des petits rôles dans Oliver Twist et Keeping Mum.
En 2006, Liz Smith a publié son autobiographie Our Betty et déménagé dans une maison de retraite londonienne de Hampstead. En 2007, elle a publié une série d'histoires courtes intitulée Jottings: Flights of Fancy  et paru dans le clip de Little Man Tate (en) This Must Be Love. Le 5 décembre 2007, elle a reçu le prix de la meilleure actrice de comédie à la télévision aux British Comedy Awards pour son rôle dans The Royle Family (en).
En 2006, elle a fait une apparition dans le film de Kenneth Branagh La Flûte enchantée, version en anglais du célèbre opéra de Mozart. Elle n'a cependant pas eu besoin de chanter. Elle y joue une Papagena âgée, qui se transforme comme par magie en Papagena jeune (jouée par la soprano Silvia Moi) et se marie avec le chasseur / baryton Papageno (joué par Benjamin Jay Davis).
En 2008, elle a joué dans la première saison de la série dramatique en costume Lark Rise to Candleford (en). La même année, elle a été une naufragée pour le programme de BBC Radio 4 Desert Island Discs (en) et a joué dans le film La Cité de l'ombre, sorti en 2008. En juillet 2009, elle a figuré dans un documentaire d'une heure de BBC Four intitulé Liz Smith's Summer Cruise, où elle rejoint un groupe de personnes du même état d'esprit pour une croisière entre la Croatie et Venise. Le même mois, ayant subi un accident vasculaire cérébral quelques mois plus tôt, elle a annoncé sa retraite, à 87 ans.
En 2009, Liz Smith a été décorée de l'ordre de l'Empire britannique,.
En 2010, elle a participé à l'émission de la BBC The Young Ones, où six célébrités septuagénaires et octogénaires tentent de surmonter certains des problèmes du vieillissement en remontant aux années 1970.
Liz Smith est morte le 24 décembre 2016, à 95 ans.

## Filmographie
- 1976 : Quand la panthère rose s'emmêle de Blake Edwards
- 1984 :
  - Porc royal (A Private Function) de Malcolm Mowbray
  - Sir Henry at Rawlinson End
- 2005 :
  - Charlie et la Chocolaterie de Tim Burton
  - Secrets de Famille de Niall Jonhson
  - Oliver Twist, de Roman Polanski : la vieille dame
  - Wallace et Gromit : Le Mystère du lapin-garou
- 2008 : La Cité de l'ombre de Gil Kenan

## Distinctions
- British Academy Film Awards 1985 : Meilleure actrice dans un second rôle pour Porc royal